# Bad Bodenteich
Bad Bodenteich é um município da Alemanha localizado no distrito de Uelzen, estado da Baixa Saxônia.
É membro e sede do Samtgemeinde de Bodenteich.